# Јован Урбан
Јован  Јан Урбан (Праг, 28. октобар 1875 – Ваљево, 9. фебруар 1952)  српски и југословенски композитор и диригент, учесник Балканских ратова и Првог светског рата.

## Биографија
Јован Урбан  рођен је у Прагу 28. октобар 1875. године. Основну и средњу школу завршио је у Прагу. Дипломирао је на  Прашком конзерваторијуму 1897. године. Након позива српске владе долази у Србију током марта 1899. године. Био је један од 250 чешких музичара који су, у последњој деценији 19. века емигрирали јужнословенске земље, и тиме унапредили локалне музичке културе. Србија му је била посебно занимљива, као слободна европска земља, ослобођена доминације како Отоманског царства тако Хабсбурга. У то време, Чешка је описивана као европски музички конзерваторијум. По доласка у Србију, а по потреби војне службе поставњен је 13. априла 1899. године за капелника војне музике Дринске дивизијске области. Након пар месеци, тачније 23. октобра 1899. године постављен је за капелника музике V пешадијског пука "Краља Милана".
После неког времена одлучио је да се настани и остане у Србији у Ваљеву, која му је постала друга домовина. Средином 1903. године, капелник IV класе Јан Урбан, прешао је из католичке у православну веру и променио име у Јован.
Јован Урбан постављен је 1907. године за наставника приватне Више Женске школе у Ваљеву.

## Први светски рат
Током Првог светског рата био је Капелмајстор у српској војсци. Неколико његових дела тиче се овог периода: У сећање на Крф, Прелазак Албаније, Србија на Истоку, Звуци Медведника, The Peonies of Kosovo.
Србија на Исотку изведена је у Бизерти, Тунис, још током трајања рата. У Паризу и осталим француским градовима, ово изузетно дело извођено је под именом њему надређеног официра, капетана Драгутина Покорног, лишавајући Урбана заслуженог признања. 
Упркос дубокој ужаснутости Првог светског рата, наставио је да пише херојске маршеве засноване на народним мелодијама, да би се подигао морал трупа. После Великог рата, Јан Урбан није више написао ниједан херојски марш.

## Живот и рад
Након завршеног рата, остаје да ради као капелник у војсци. Крајем августа 1924. године унапређен је у вишег капелника III класе. Управник музичке наставе Војно музичке школе постаје 27 маја. 1927. године. За капелника Осјечке војне музике постављен је 30. јула 1928. године.
Пуковник Јован Урбан, виши војни капелник, прославио је свој 35-годишњи јубилеј на концерту Осијечке филхармоније 23. априла 1934. године. За све време свог капелничког рада бавио се највише компоновањем и много је ствари написао на пољу фолтклористичке н популарне музике. Писао је и сценска дела: оперу „Ђул-Беаза" (приказивану у бившој Осијечкој Опери), оперу „Мајка" (приказивану н у Београду), оперету „Игуманов грех" (приказивану у Осијеку и у Новом Саду) приказ „Зачарану принцезу".
Целог живота се трудио да унапреди музичко образовање и културу земље која је прво била Краљевина Србија, касније Краљевина Југославија и, на крају, ФНРЈ, после завршетка Другог светског рата. Имао је водећу улогу у установљивању првих националних оркестара, музичких академија и културних друштава, све време радећи и као диригент али и као композитор музике свих жанрова.
Његов велики допринос српској класичној музици огледа се у оркестарском пољу и састоји се од отприлике 20 увертира, многобројних игара и suites of remarkable orchestration  – многе од њих биле прве од те врсте написане за симфонијски оркестар.
Његове маштовите оркестрације-аранжмани Поскочица, као и његове Српске игре, допринеле су томе да Урбан буде назван српским Дворжаком
Од раних 1920-их до 1990-их, највећи део ових дела био је извео је Симфонијски оркестар Радио Београда, и снимљен. У Скопљу, Северна Македонија, основао је први осркестар и постао први диригент Опере.
Србија на Исотку изведена је у Бизерти, Тунис, још током трајања рата. У Паризу и осталим француским градовима, ово изузетно дело извођено је под именом њему надређеног официра, капетана Драгутина Покорног, лишавајући Урбана заслуженог признања.
У првој деценији 20. века Србија је имала само један велики оркестар, и то је био оркестар Краљеве гарде. Урбан је, заједно са другим музичарем чешког порекла, Драгутином Покорним, основа још 20 оркестара после Првог светског рата. Такође је, 1927 године, основао и водио прву Војну музичку академију са седиштем у Вршцу.
Од 1920. до 1941. године бави се компоновањем опера и ради као диригент у Народном позоришту у Осијеку. У то време, у Осијеку, или малом Прагу, цветао је културни живот.
Око 1924. године Урбан је основао Осијечки филхармонијски оркестар, заједно са својим блиским пријатељем, диригентом Лав Мирскy. Чланови тог оркестра били су углавном чешки музичари који су долазили из Урбановог променаде оркестра.
Урбанова опера за децу, Зачаране принцеза (1926), настала је у сарадњи са водећим градским писцем, и одражавала је естетику Арт Ноувеау. 
За своју оперету, Игуманов грех, изабрао је либрето, чија је карактеристика Хашеков хумор.
Остављајући херојски музички наратив, Урбанов музички израз ишао је ка модернизму. Ово посебно у смислу што је Виктор Жмегач’с дефинисао као Модернизам је плурализам стилова, пошто је Урбанов хармонијски језик углавном остао конвенционалан/класичан.
По избијању Другог светског рата и проглашењу НДХ нагнало је Урбана да се врати у Србију.
Међу његове композиције из тог времена спада и 40 студија за соло виолину,fantasy за виолину и клавир, Путник, по песми Петра Прерадовића: Merciful beloved God, lost am I in the roadless land….
После Другог светског рата, наставио је компонује, укључујући и један број дела која су славила партизански отпор нацистима, као што су Сутјеска и Смрт хероја.
Током живота, као композитор покрио је велико поље, оперу, оркестар, камерну музику, и клавирске минијатуре.
Међу његова најзначајнија дела спадају две опера, Мајка (налази се у фонду Универзитетске библиотеке "Светозар Марковић)) и Ђул Беаза, две оперете, Игуманов грех  и Terpsichore, две оперете за децу, и више од 90 композиција за клавир, објављиваних између 1905. И 1910.године Београду. У његова значајна дела спадају и Девет српских игара и Тринаест поскочица за велики оркестар, pet suits, многобројне увертира, потпурији, маршеви, валцери, дела за соло виолин и остала камерна музика. Скоро откривено музичко дело Шокица указује на то да је његово стваралаштво у области опере и веће него што се до сада сматрало. Иако је отприлике трећина његових дела касније или изгубљено или уништено, као последица пет ратова, оно што је оставио као наслеђе је значајно.
Богатство фолклорних ритмова и мелодија његових усвојених јужнословенских земаља суффусе Урбанову музику. Поред тих елемената, његова чешка домовина увек сија кроз његова дела изузетно јасно. Ипак, Урбан није само епигон својих чешких предака. Поетска имагинација његових дела за клавир, његове оперете и Штраусу налик валзери за оркестар, откривају снажан печат Артнувоа. Даље, такозвани оријентални елементи чине саставни део Урбановог хармонијског језика. Алхемија ових стилова даје слику мултинационалног композитора чија музика је апотеоза игре где се сусрећу Исток и Запад.
Орден Светог Саве IV реда добио је 6. септембра 1939. године.
Био је заменик чланова, члан, потпредседник испитне комисије за вишег војног капелника III и IV класе за школску 1926/27, 1927/28, 1928/29, 1929/30, 1930/31, 1931/32, 1932/33, 1933/34, 1934/35, 1935/36, 1936/37, 1937/38, 1938/1939, 1939/1940. Разрешен је дужности члана комисије 20. новембра 1940. године.

## Породица
Јован Урбан се оженио Милком, из познате ваљевске породице Перић.